# Calle Buenos Aires
Para la calle homónima de la ciudad de Bilbao, País Vasco, España, véase Calle Buenos Aires (Bilbao)
La calle Buenos Aires es una de las arterias más antiguas de la ciudad de Rosario, Santa Fe, Argentina.

## Toponimia
El nombre actual de la calle se eligió como homenaje a la provincia y a la capital federal de Argentina.

## Historia
En sus comienzos, Rosario era un pequeño caserío alrededor de una capilla levantada por Domingo Gómez Recio.
El primer proceso de urbanización lo llevó a cabo el capitán Santiago Montenegro, quien, en 1724, se afincó en un lugar de la lonja de Gómez Recio por donde pasaba el Camino Real, que unía Buenos Aires con Asunción del Paraguay.
Montenegro realizó las primeras subdivisiones de terrenos sobre el camino, que hoy coincide con la calle Buenos Aires.
La llegada Manuel Belgrano a Rosario en 1812 también marcó parte de la historia de la calle Buenos Aires.
El 7 de febrero de 1812, Belgrano llegó con sus tropas a la zona de lo que hoy es la intersección de las calles Virasoro y Alem. En ese punto Belgrano dejó su carruaje y montó a caballo para encabezar la marcha con su regimiento que continuó el avance siguiendo por la calle Real hasta llegar a la capilla (hoy Catedral). Algunas semanas después de su llegada a Rosario, se llevaría a cabo la primera jura de la Bandera Argentina.
La calle continuó con la denominación original hasta 1905, año en que, a través de la ordenanza municipal número 3 de dicho año se le cambió el nombre al actual.

## Recorrido
Buenos Aires comienza como una bajada hacia el río Paraná, en la intersección de la misma con la Avenida Belgrano. Toma sentido horizontal algo más de 100 metros hacia el sur, pasando por entre la Plaza 25 de Mayo, el Palacio de los Leones, el Pasaje Juramento y la Catedral Nuestra Señora del Rosario.
En diagonal a la Catedral se encuentra el Palacio de Correos, un edificio del academicismo francés levantado principios del siglo XX en el sitio donde antiguamente se encontraba la Jefatura de Policía. Fue declarado Monumento Histórico Nacional en 1997.
A la altura del número 948 se encuentra el edificio que alberga la sede central del Club Gimnasia y Esgrima de Rosario. El proyecto del edificio es obra de Ángel Guido, posee un estilo neocolonial y fue terminado de construir en el año 1930.
Continuando hacia el sur, a la altura del 1700, se encuentra la Plaza López.
Algunas cuadras más adelante, a la altura del 2150 se encuentra la Parroquia de San Cayetano.
En la intersección de Buenos Aires con Bv. 27 de Febrero se encuentra la Plaza Ernesto "Che" Guevara, inaugurada en 2008, como conmemoración del 80° aniversario de su nacimiento.
La calle continúa su recorrido hacia el sur para encontrarse, en la intersección con Av. Uriburu, con el Centro Municipal de Distrito Sur "Rosa Ziperovich", y terminar su curso a la altura del 6500, casi con la intersección de esta con la Avenida de Circunvalación, en el límite de la ciudad.

## Galería de imágenes

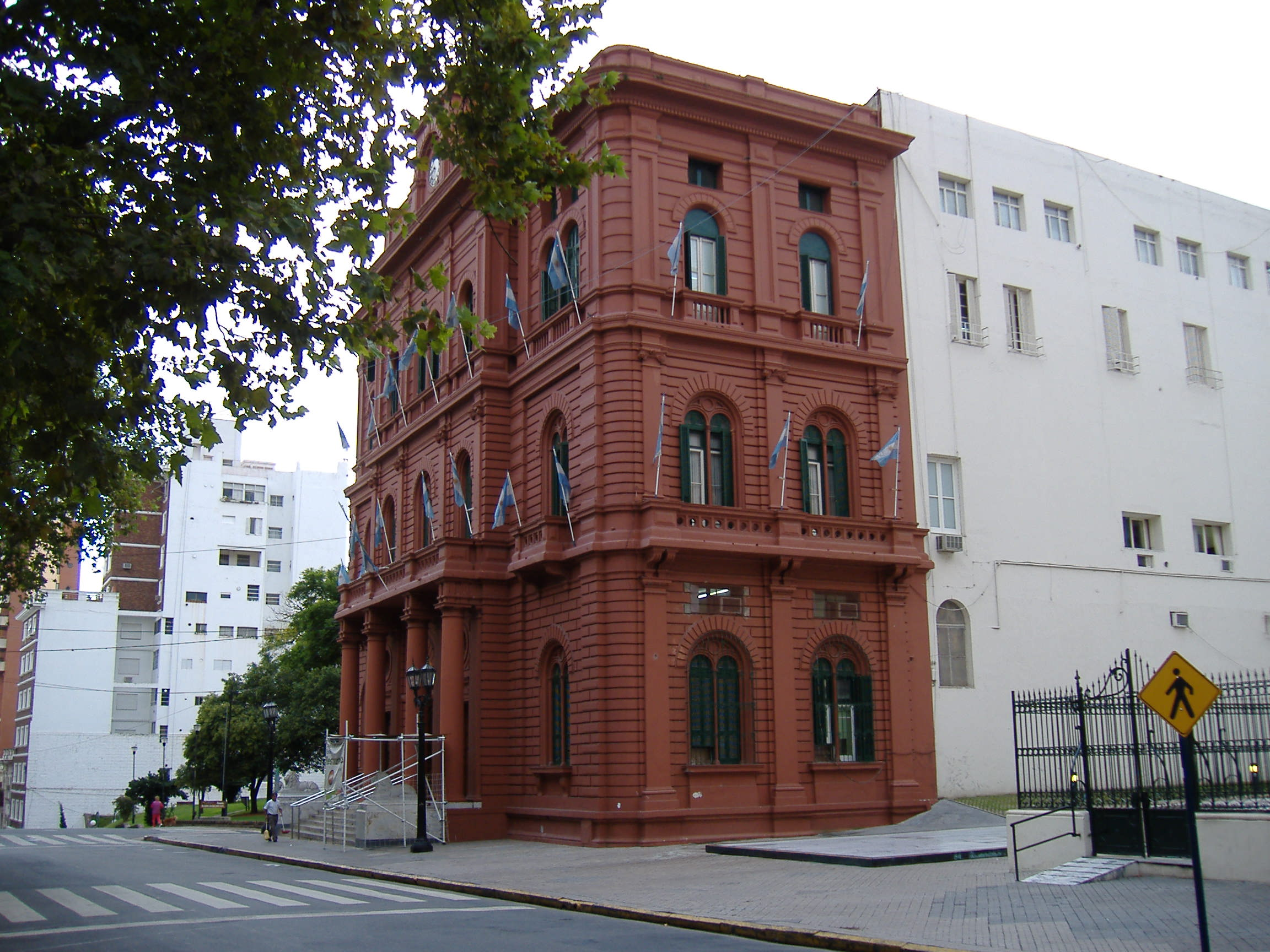
Palacio de los Leones.
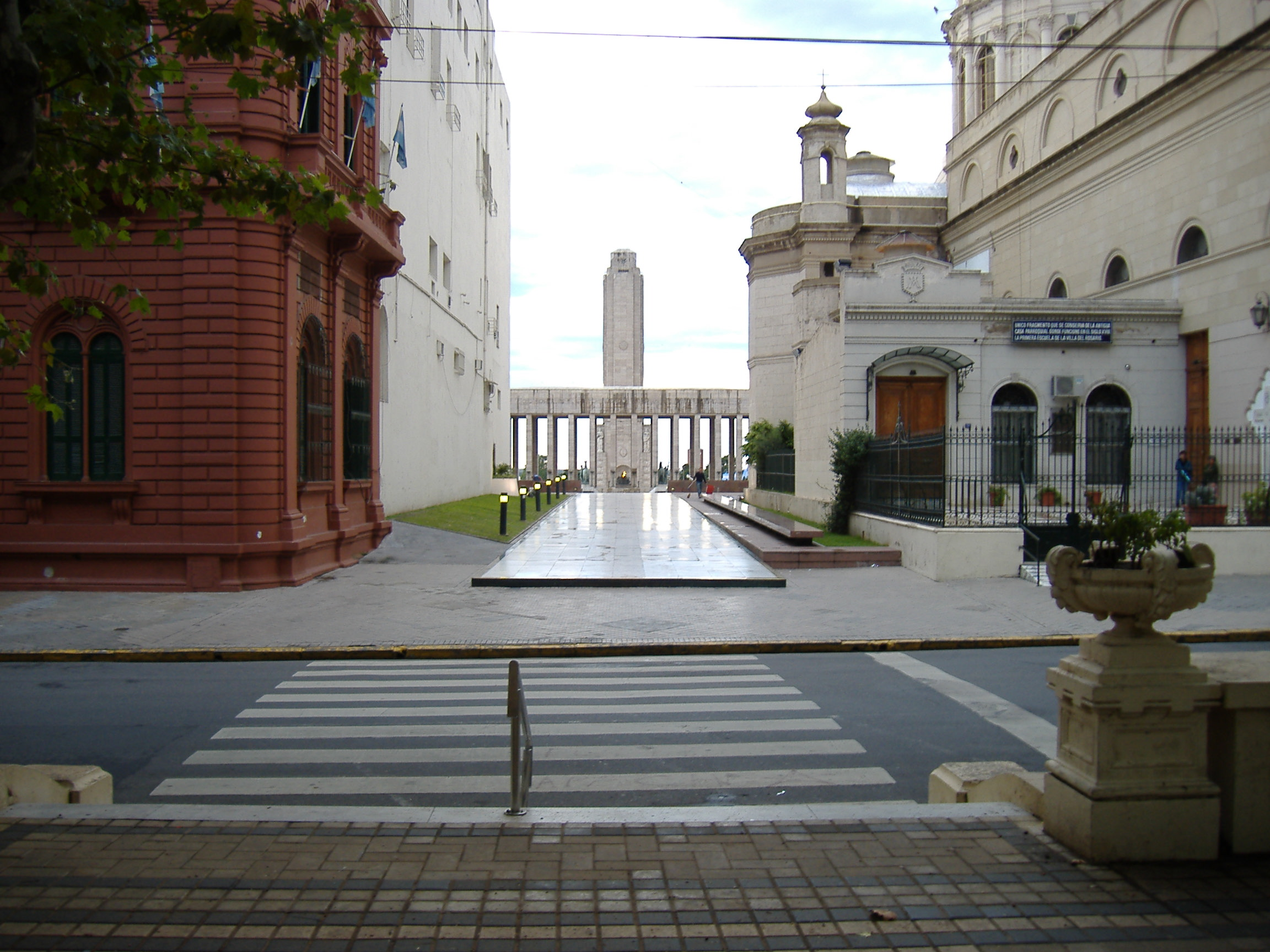
Pasaje Juramento.
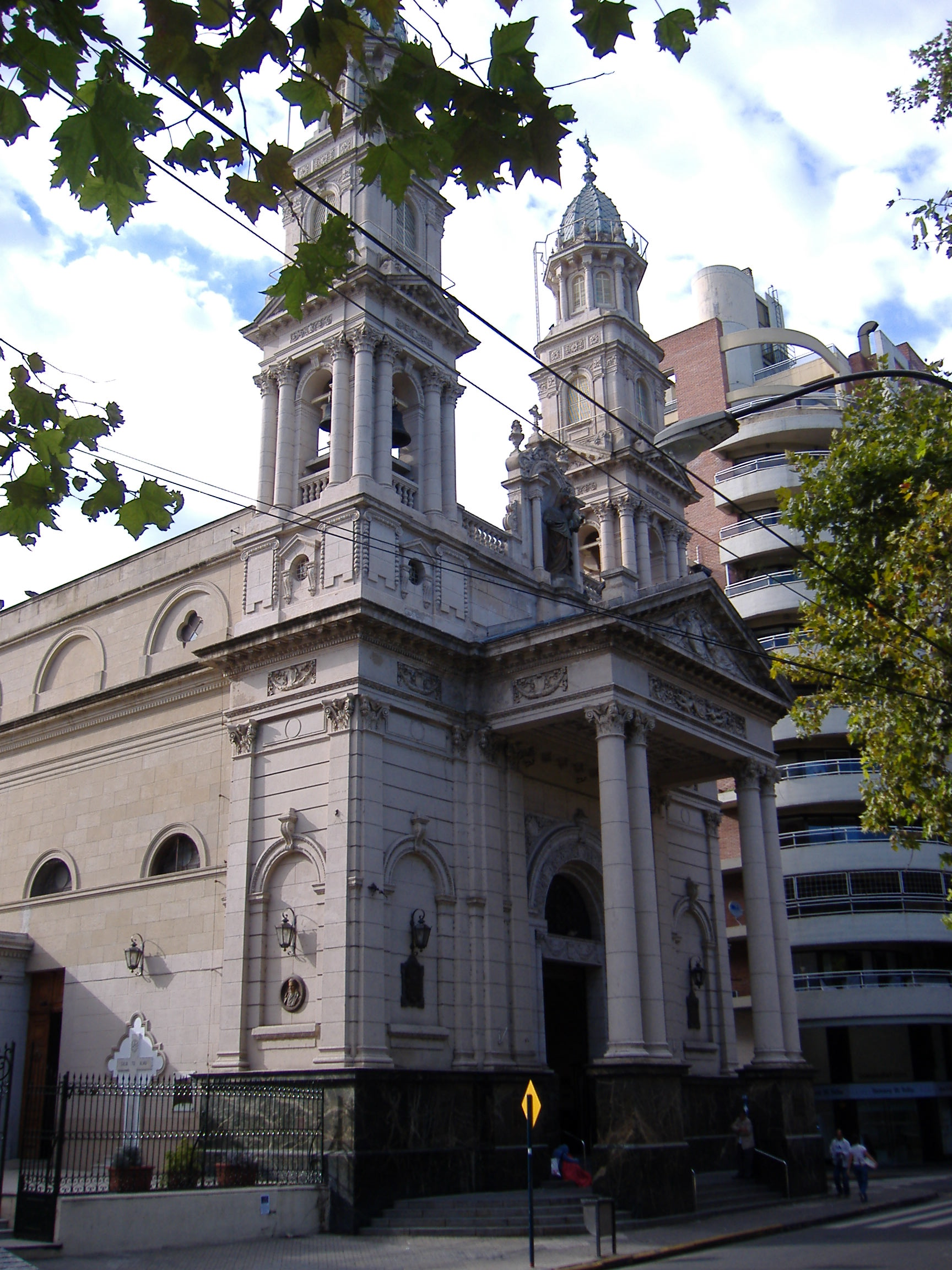
Catedral Nuestra Señora del Rosario.
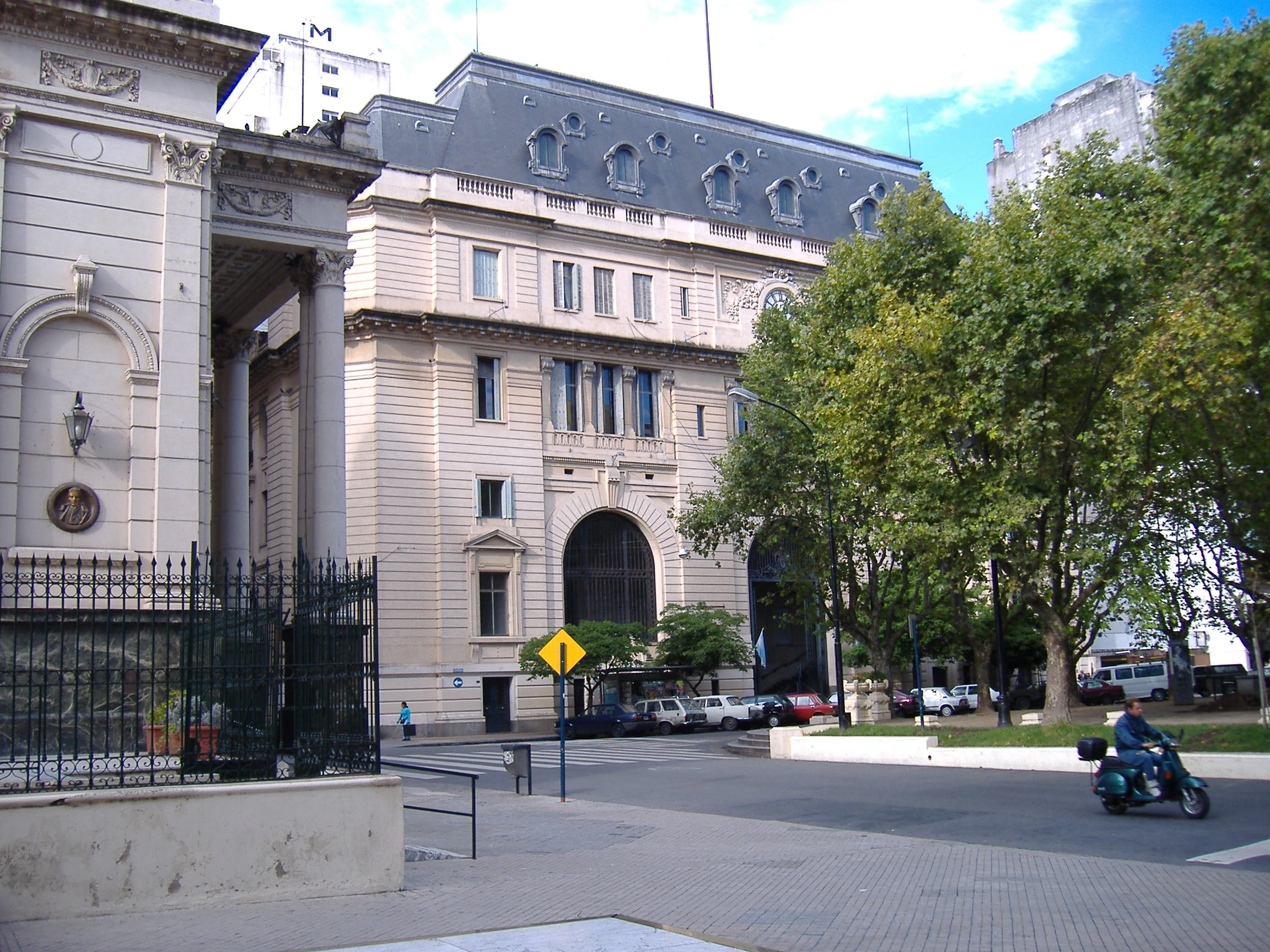
Palacio de Correos.
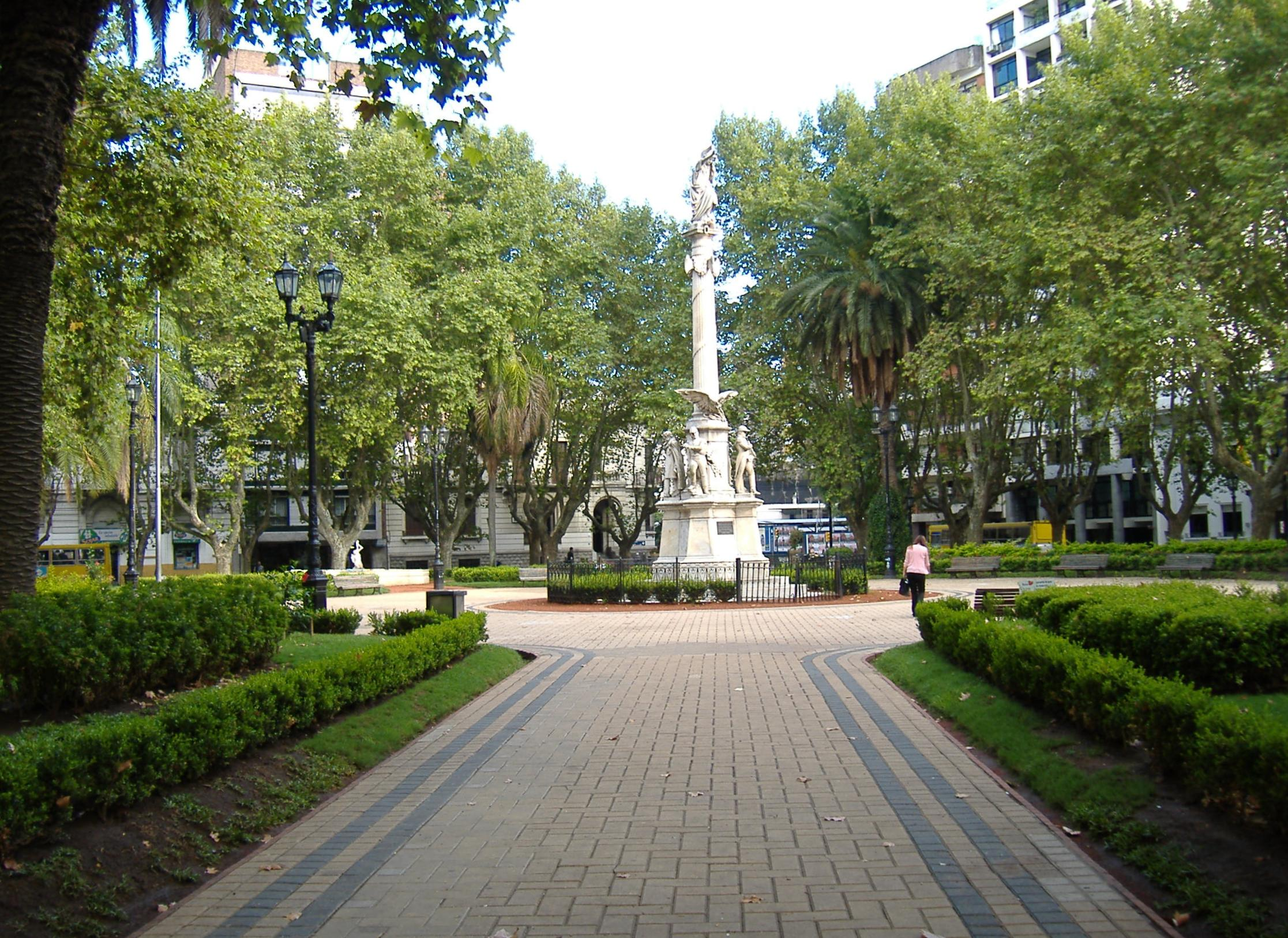
Plaza 25 de Mayo.
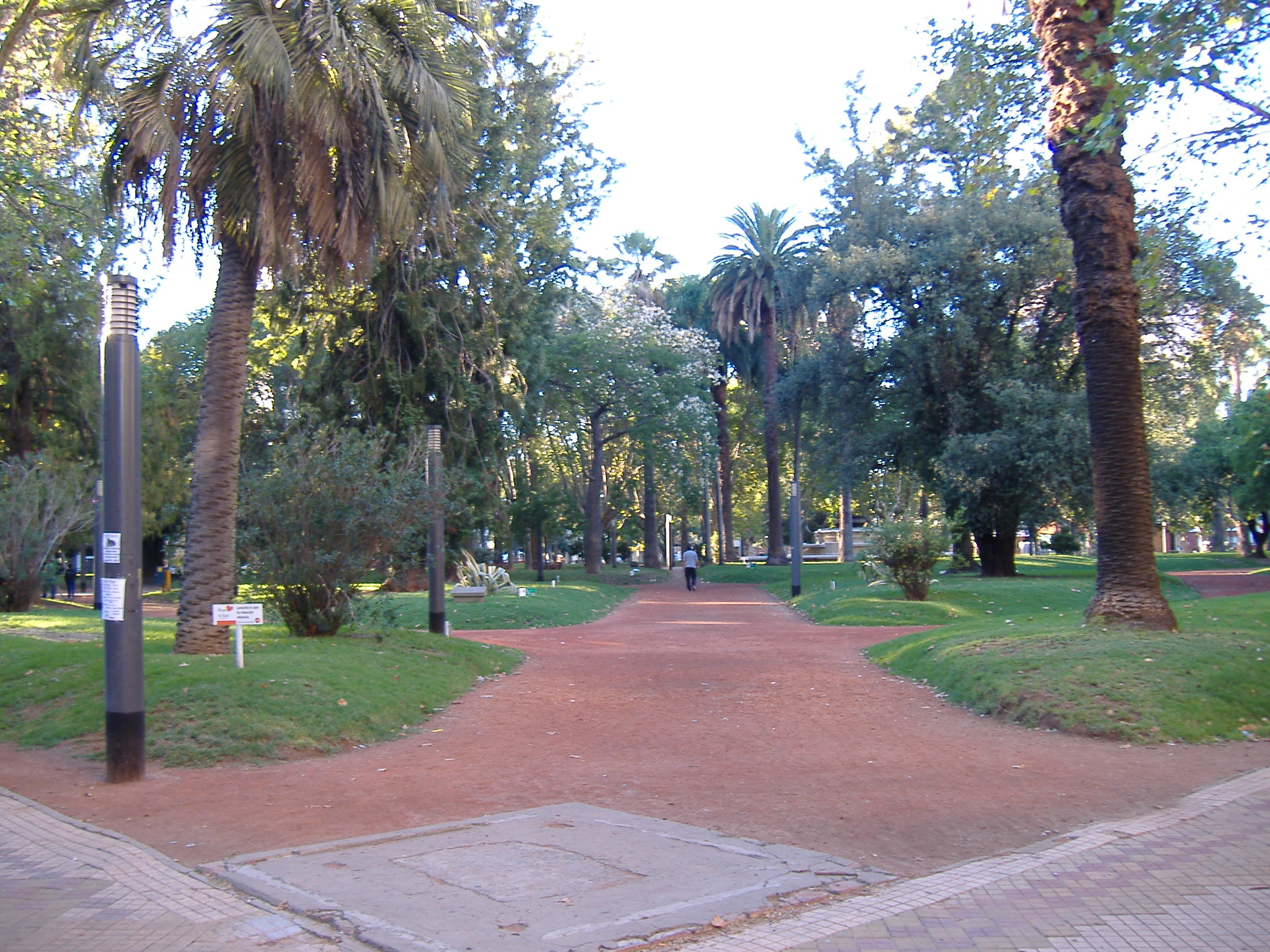
Plaza López.